# قافارلی (بردع)
قافارلی (به ترکی آذربایجانی: Qafarlı) یک منطقه مسکونی در جمهوری آذربایجان است که در شهرستان بردع واقع شده‌است. قافارلی ۳۹۶ نفر جمعیت دارد.